# Orthogenysuchus
Orthogenysuchus es un género extinto de aligatórido caimanino. Sus fósiles se han hallado en los Lechos Wasatch Beds de la Formación Willwood de Wyoming, Estados Unidos, depositados a principios del Eoceno. La especie tipo es O. olseni. El holotipo, conocido como AMNH 5178, es el único espécimen conocido que pertenece al género y consiste de un cráneo sin la mandíbula inferior. El neurocráneo está lleno de la matriz rocosa y muchas de las líneas de sutura estre los huesos no se pueden discernir, lo que hace muy dificultosa la comparación con otros materiales de eusuquios.

## Filogenia
Orthogenysuchus fue nombrado en 1924 por Charles C. Mook y fue referido a un eusuquio, aunque no se lo clasificó en ningún grupo de eusuquios en particular por entonces. Publicaciones posteriores asignaron el género a Crocodylidae, pero análisis más recientes lo han propuesto como un pristicámpsido o incluso un sinónimo de Pristichampsus. En 1999, Orthogenysuchus fue situado dentro de un nuevo clado que agruparía a los caimaninos del Mioceno Purussaurus y Mourasuchus. Orthogenysuchus antecede a estos géneros por cerca de 30 millones de años, lo que sugiere que existiría allí un significativo linaje fantasma.
Más aún, el estudio de 1999 propuso un clado que solo incluyera a Orthogenysuchus y Mourasuchus. Este clado es similar a la familia Nettosuchidae, la cual fue originalmente designada en 1965 para Mourasuchus y el por entonces recién descrito Nettosuchus (que más tarde sería clasificado como sinónimo del primero). Sin embargo, el clado está basado primariamente en características ambiguas como resultado de la pobre preservación del holotipo de Orthogenysuchus, y por lo tanto este no ha sido descrito formalmente. Todas las sinapomorfias inequívocas están basadas en la región nasal del cráneo donde los huesos individuales son fácilmente distinguibles. Orthogenysuchus comparte con Mourasuchus un hocico largo y ancho, narinas externas extremadamente amplias consistentes en la abertura nasal y la fosa dorsal, y mucho alvéolos maxilares pequeños.

## Paleobiología
Orthogenysuchus es representante de la diversa fauna wasatchiense que existió a principios del Eoceno en Norteamérica. Esta fauna se caracteriza por la aparición o diversificación de muchos quelonios como los emídidos y los testudínidos, así como la presencia de anfisbenos rineúridos. Esto siguió a un importante cambio faunístico en el límite entre el Clarkforkiense y el Wasatchiense que resultó en la desaparición regional de los campsosaurios y la extinción del aligatorino Ceratosuchus.
La presencia de Orthogenys en Norteamérica durante el Eoceno sugiere que hubo un evento de dispersión de los caimanes desde Suramérica después de la propagación original de los primeros aligatorinos y caimaninos en Suramérica que ocurrió en el límite entre el Cretácico y el Terciario.